# Panaxia ochromaculata
Panaxia ochromaculata är en fjärilsart som beskrevs av Fuchs 1900. Panaxia ochromaculata ingår i släktet Panaxia och familjen björnspinnare. Inga underarter finns listade i Catalogue of Life.